# Bueskydning Danmark
Bueskydning Danmark organiserer sports bueskydning i Danmark. Forbundet er medlem af Danmarks Idrætsforbund (DIF), World Archery, World Archery Europe og Nordiska Bågskytteunionen (NBU).